# Ореховка (Запорожская область)
Ореховка (укр. Оріхівка) — село,
Новоспасский сельский совет,
Приазовский район,
Запорожская область,
Украина.
Код КОАТУУ — 2324584605. Население по переписи 2001 года составляло 361 человек.

## Географическое положение
Село Ореховка находится на расстоянии в 4 км от села Тихий Гай, в 4,5 км от села Беседовка и в 5,5 км от села Новоспасское.

## История
- 1883 год — дата основания.